# 존 리 (잉글랜드의 배우)
조너선 리(영어: Jonathan Lee, 1982년 4월 26일 ~ ), 간단히 존 리(Jon Lee)는 잉글랜드의 배우이자 가수이다. S Club 7의 멤버로 잘 알려져 있으며, 가장 어린 멤버였다. 그룹이 해체한 후에는 웨스트엔드 뮤지컬 《레미제라블》, 《저지보이스》 등 여러 작품에 배우로 활동하였다. 2010년 8월, 게이 타임스와의 인터뷰에서 자신이 게이라고 밝혔다.